# Joe Bendik
Joseph T. Bendik (Huntington, Nueva York, Estados Unidos; 25 de abril de 1989) es un exfutbolista estadounidense. Jugaba de portero.

## Trayectoria

### Clemson
Bendik asistió a la Universidad Clemson durante cuatro años, donde jugó por los Clemson Tigers.

### Sogndal
Al salir de la universidad en el 2010, Bendik fichó por el Sogndal de Noruega. Comenzó como portero suplente, y debutó en la primera ronda de la Copa de Noruega contra el Årdal FK. El Sogndal ganó el ascenso esa temporada. 
En la temporada 2011 debutó en la Tippeligaen el 20 de marzo contra el Strømsgodset IF.

### Portland Timbers
Regresó a Estados Unidos y fichó por el Portland Timbers de la MLS el 24 de febrero de 2012. Debutó con los Timbers en la derrota por 2-0 ante el Montreal Impact, cuando entró en el segundo tiempo por el lesionado Troy Perkins.

### Toronto FC
Fue intercambiado al Toronto FC el 12 de diciembre de 2012, junto a la tercera selección del SuperDraft de 2013 por Ryan Jognson y Miloš Kocić.
Debido a la lesión del portero titular Stefan Frei, el portero estadounidense jugó 33 encuentros en el año 2013.
Toronto no usó su opción de renovar el contrato del jugador y dejó el club en diciembre de 2015.

### Orlando City SC
El 21 de diciembre de 2015 se anunció que el jugador fichó por el Orlando City. Se ganó la titularidad en Orlando y ganó 11 premios de "salvadas del mes de la MLS" y su salvada a Dom Dwyer del Sporting Kansas City del 15 de mayo fue votada como la "Salvada de la temporada de la MLS".
Luego de una difícil temporada para el Orlando City en 2018, la opción de contrato del jugador fue declinada.

### Columbus Crew SC
El 27 de diciembre de 2018 Bendik fue adquirido por el Columbus Crew SC a cambio de $50,000.

### Philadelphia Union
El 19 de julio de 2019, el Philadelphia Union hizo oficial su incorporación a cambio de una segunda ronda del SuperDraft de 2020.
Anunció su retiro en 2024, y comenzó su carrera como entrenador de porteros.

## Clubes
| Club                       | País           | Año         |
| -------------------------- | -------------- | ----------- |
| Atlanta Silverbacks sub-23 | Estados Unidos | 2007        |
| Sogndal                    | Noruega        | 2010 - 2011 |
| Portland Timbers           | Estados Unidos | 2012        |
| Toronto FC                 | Canadá         | 2013-2015   |
| Orlando City               | Estados Unidos | 2016-2018   |
| Columbus Crew SC           | Estados Unidos | 2019        |
| Philadelphia Union         | Estados Unidos | 2019-2023   |
| Vancouver Whitecaps        | Canadá         | 2024        |

## Selección nacional
Bendik ha representado a los Estados Unidos en las categorías sub-17, sub-18 y sub-20. Fue llamado por Bruce Arena a la preselección de Estados Unidos para jugar la Copa de Oro de 2017, aunque no logró ser parte de los 23 seleccionados.

## Estadísticas
Actualizado al último partido disputado el 18 de julio de 2019.
| Atlanta Silverbacks sub-23 Estados Unidos                                                    |               |               |     |   |   |   |   |   |   |    |     |   |
| 3.ª                                                                                          | 2007          | 1             | 0   | - | - | - | - | - | - | 1  | 0   |   |
| Total club                                                                                   | Total club    | 1             | 0   | 0 | 0 | 0 | 0 | 0 | 0 | 1  | 0   |   |
| Sogndal · Noruega                                                                            |               |               |     |   |   |   |   |   |   |    |     |   |
| 2.ª                                                                                          | 2010          | 4             | 0   | 2 | 0 | - | - | - | - | 6  | 0   |   |
| 1.ª                                                                                          | 2011          | 5             | 0   | 0 | 0 | - | - | - | - | 5  | 0   |   |
| Total club                                                                                   | Total club    | 9             | 0   | 2 | 0 | 0 | 0 | 0 | 0 | 11 | 0   |   |
| Portland Timbers Estados Unidos                                                              |               |               |     |   |   |   |   |   |   |    |     |   |
| 1.ª                                                                                          | 2012          | 5             | 0   | 0 | 0 | - | - | - | - | 5  | 0   |   |
| Total club                                                                                   | Total club    | 5             | 0   | 0 | 0 | 0 | 0 | 0 | 0 | 5  | 0   |   |
| Toronto FC · Canadá                                                                          |               |               |     |   |   |   |   |   |   |    |     |   |
| 1.ª                                                                                          | 2013          | 33            | 0   | 0 | 0 | - | - | - | - | 33 | 0   |   |
| 1.ª                                                                                          | 2014          | 27            | 0   | 4 | 0 | - | - | - | - | 31 | 0   |   |
| 1.ª                                                                                          | 2015          | 13            | 0   | 0 | 0 | - | - | - | - | 13 | 0   |   |
| Total club                                                                                   | Total club    | 73            | 0   | 4 | 0 | 0 | 0 | 0 | 0 | 77 | 0   |   |
| Orlando City Estados Unidos                                                                  |               |               |     |   |   |   |   |   |   |    |     |   |
| 1.ª                                                                                          | 2016          | 34            | 0   | 0 | 0 | - | - | - | - | 34 | 0   |   |
| 1.ª                                                                                          | 2017          | 33            | 0   | 0 | 0 | - | - | - | - | 33 | 0   |   |
| 1.ª                                                                                          | 2018          | 25            | 0   | 0 | 0 | - | - | - | - | 25 | 0   |   |
| Total club                                                                                   | Total club    | 92            | 0   | 0 | 0 | 0 | 0 | 0 | 0 | 92 | 0   |   |
| Columbus Crew Estados Unidos                                                                 |               |               |     |   |   |   |   |   |   |    |     |   |
| 1.ª                                                                                          | 2019          | 6             | 0   | 0 | 0 | 0 | 0 | 0 | 0 | 6  | 0   |   |
| Total club                                                                                   | Total club    | 6             | 0   | 0 | 0 | 0 | 0 | 0 | 0 | 6  | 0   |   |
| Total carrera                                                                                | Total carrera | Total carrera | 186 | 0 | 6 | 0 | 0 | 0 | 0 | 0  | 192 | 0 |
| (1) Incluye datos de la Copa de Noruega, Campeonato Canadiense de Fútbol y la U.S. Open Cup. |               |               |     |   |   |   |   |   |   |    |     |   |

## Palmarés

### Títulos nacionales
| Título                      | Club    | País    | Año  |
| --------------------------- | ------- | ------- | ---- |
| Primera División de Noruega | Sogndal | Noruega | 2010 |